# Alessandro Alfieri
Alessandro Alfieri (Roma, 1 de julio de 1982) es filósofo, ensayista, periodista e investigador italiano.

## Biografía
Alumno de Giuseppe Di Giacomo, se licenció en Estética en la Universidad de Roma La Sapienza en 2008 y se doctoró en Ciencias Sociales y Filosóficas en la Universidad de Roma Tor Vergata con una tesis titulada en italiano, 11/09/2001 – La dialettica dell’evento. L’immagine della catastrofe nella comunicazione e nel cinema americano (11/09/2001 - La dialéctica del evento. La imagen de la catástrofe en la comunicación y en el cine americano).
En el ámbito de la investigación estética y sociológica, ha publicado ensayos en varias revistas especializadas (Rivista di estetica, Paradigmi, Estetica. Studi e ricerche, Scenari, etc.).
Desde los últimos años, por su trabajo académico sigue realizando actividades de investigación en el Departamento de filosofía de la Sapienza y de docencia en varios institutos italianos, como Academia de Bellas Artes de Roma (Etica della comunicazione - Ética de la comunicación y Teoria e metodo dei mass media - Teoría y método de los Medio de comunicación de masas), Universidad Nicolás de Cusa (Comunicación integrada en el ámbito del Máster Periodismo 3.0), Upter - Universidad Popular de Roma, Universidad de Macerata y Universidad de Camerino.
Periodista a partir del año 2012, es columnista de la webzine internacional y plurilingüe Persinsala, además de participar en distintos festivales culturales, como Popsophia. Festival del contemporáneo y en proyectos de difusión digital, como Edutube, Popmag_marginalia, etc.
En 2016 participó en el Coloquio de Vic organizado por la Sociedad Catalana de Filosofía con una conferencia dedicada a Ernesto de Martino y la cultura rave.
Por su "proximidad" al filósofo y sociólogo esloveno, ha sido relacionado con Slavoj Žižek.

## Ideas
De acuerdo a la Teoría Crítica y a la filosofía de Theodor Adorno y desarrollando sus propias recientes declinaciones en el ámbito de Estudios Culturales y crítica de la cultura, Alfieri elabora una reflexión dialéctica que se concentra en el análisis de los fenómenos de la cultura de masas y de la cultura popular, ambos definidos por su función ideológica. 
Alfieri ha investigado distintos fenómenos e iconos de la historia de la música pop y rock,  entre los siglos XX y XXI (indie italiana, grunge, neopunk, y nu metal) evaluando su significado tanto estético, como filosófico.
En su producción del ensayo y su actividad académica, Alfieri investiga y desarrolla principalmente cuestiones relacionadas con la estética del sector audiovisual y de las aplicaciones comerciales de la experimentación vídeo artística, de filosofía del cine y la cultura cinematográfica, del sector del vídeo musical y de la conversión de serialidad televisiva a la neoserialidad o serialidad post-televisión.
Entonces su atención se ha centrado específicamente  en la dimensión estética del imaginario contemporáneo y, sobre todo, en la popular music y en el imaginario vinculado al rock y a sus tensiones conceptuales-dialécticas, en relación con los rasgos característicos de la Posmodernidad (la eficacia del imaginario comercial y de la producción masmedia contemporánea, que según Alfieri coincide con el elevado nivel expresivo, experimental y estético de estas mismas producciones) y también de la Pop-Filosofía.
Desarrollando sus posiciones conjunto con el crítico musical Paolo Talanca en el ensayo Vasco, il male. Il trionfo della logica dell’identico (Vasco, el mal. El triunfo de la lógica del idéntico), Alfieri fue protagonista de un pequeño caso mediático en la web en 2009 por su artículo que causó debate por parte de los fans del cantante emiliano Vasco Rossi y luego también por parte de su "equipo".
Sus desarrollos más recientes se centraron en medios de comunicación de masas, en las culturas web y en el funcionamiento de las redes sociales y de los dispositivos digitales, en relación tan con el concepto de "violencia" como con las formas de poder y control social. En este sentido, el intento especulativo de Alfieri ha sido el de comprender lo imaginario y la hegemonía cultural a partir de sus condiciones de posibilidades materiales y concretas representadas por la posesión de arsenales y la amenaza del uso de armas.
En continuidad como sus anteriores análisis sobre los fenómenos culturales de masa, los intereses de Alfieri se están orientando incluso en el politically correctness y la cancel culture.

## Filosofía y Popular Culture
La investigación de Alfieri se enmarca en un análisis original de la relación entre filosofía y Popular Culture (música, serialidad narrativa, cine comercial, etc). 
Una de los ámbitos más explorados es la influencia en el imaginario de la producción musical contemporánea. La investigación de Alfieri ha comenzado por los grupos musicales italianos y sigue centrándose de manera particular en el "fenómeno" Lady Gaga como una de las expresiones más altas de los iconos pop contemporáneos por su característica habilidad de cambiar de forma y asumir identidades aleatorias y afectar al imaginario de masas.
Su ensayo Música de los tiempos oscuros. Nuevas bandas italianas ante la catástrofe ha sido definido "un libro necesario", que rapresenta "un libro que, por supuesto, puede ser discutido y con el que no se puede estar de acuerdo, pero que es muy riguroso en el estudio del material tratado. Y - por suerte - un texto serio y muy bien escrito.".
Rocksofía. Filosofía del hard rock en el paso del milenio es el texto en el que se testimonia la mayor expansión de su investigación - incluido sociológica - sobre la relación entre filosofía y música.
La intención de estudiar el fenomano musical para comprender la sociedad se desarrolla en particular en el festival Popsophia, donde Alfieri profundiza el vínculo entre determinadas piezas musicales de la escena indie italiana y las tensiones/dinámicas que caracterizan el mundo exterior, investiga el "demencial en música" como también la estrecha relación entre demencia y dialéctica del cinismo.

## Ensayos principales
- Pearl Jam/Nirvana: A Dialectical Vortex that Revolves Around the Void in S. Marino, A. Schembari (edited by), Pearl Jam and Philosophy, Bloomsbury, New York 2021, ISBN 9781501362798.
- Space of Flows and Space of Places: Manuel Castells and the Information Age in Innovation in Urban and Regional Planning - Proceedings of the 11th INPUT Conference - Volume 1, Springer International Publishing, New York 2021, ISBN 9783030688240.
- Experimental Cinema, Video Art and Computer Art. Social Dimension, Self-Referentiality and Commercial Application, in “Paradigmi”, XXXIX, 1/2021, ISSN 1120-3404.
- Popular culture: dall’industria culturale alla sperimentazione estetica dei nuovi linguaggi pop in G. Matteucci (a cura di), in Adorno e la teoria estetica (1969-2019). Nuove prospettive critiche, “Aesthetica Prerpint”, n. 112, 2019. ISSN 0393-8522. ISBN 978-88-7726-116-8.
- Minimalism and Rave Music Through Adorno: Repetition and Eternal Return of the Same in Contemporary Music in C. J. Campbell, S. Gandesha, S. Marino (edited by), Adorno and popular music. A constellation of perspectives, Mimesis International, Milano 2019. ISBN 978-88-6977-223-8.
- Elementi per una moda postumana: la sperimentazione dei videomaker e dei fashion designer di Showstudio, in “Scenari. Rivista semestrale di filosofia contemporanea”, n. 11, 2019. ISSN 2420-8914; ISBN 978-88-5756-456-2.
- Music Video, voce in “International Lexicon of Aesthetics”, https://lexicon.mimesisjournals.com/, Mimesis. ISSN 2611-5166.
- “È così che finisce il mondo, non già in un frastuono, ma in un lungo piagnisteo”. Catastrofe e distopia nella nuova serialità narrativa e nell’immaginario videomusicale, in “Philosophy Kitchen #10 -  Filosofia e fantascienza. Spazi, tempi e mondi altri”, anno 6, marzo de 2019. ISSN 2385-1945.
- Computer Art, voce in “International Lexicon of Aesthetics”, https://lexicon.mimesisjournals.com/, Mimesis. ISSN 2611-5166.
- Noves tendències de la festa: del furor de De Martino a la rave party in “Colloquis de Vic | 20 – La festa”, octubre de 2016. ISBN 978-84-9965-319-8
- Minimalismo e rave music attraverso Adorno. Ripetizione ed eterno ritorno dell’identico nella musica contemporanea in “Rivista di estetica” (“Contemporaneo”, n. 61, 2016), ISSN 0035-6212
- Televisione e web davanti all’11 settembre in “Intexto” (2014/n. 31), Porto Alegre UFRGS, ISSN 1807-8583
- The American Western in Italy: Sergio Leone’s Dialectic Cinema in AA.VV, “New Wests and Post-Wests: Literature and Film of the American West”, Cambridge Scholar, 2013, ISBN 9781-4438-4964-7
- Soggettività e oggettività nel cinema “caligarista” tedesco. L’ambiguità costituiva dell’estetica espressionista in “Aesthetica Preprint: Supplementa”, Premio Nuova Estetica 2013, ISSN 0393-8522
- La cultura videomusicale degli anni ’80, tra dispersione del soggetto e dissoluzione della storia in “La società degli individui” (Aprile 2013, n. 46), ISSN 1590-7031